# Arturo Torres
Arturo Torres Carrasco (* 20. Oktober 1906 in Coronel, Chile; † 20. April 1987 in Santiago de Chile, Chile) war ein chilenischer Fußballspieler und -trainer.

## Karriere
Der für seine Technik gerühmte Mittelfeldspieler Arturo „Carecacho“ Torres, der als intelligenter Führungsspieler beschrieben wird, begann seine Karriere bei den Provinzvereinen Unión Maestranza de Lirquén und The Comercial de Talcahuano. 1928 schloss er sich Everton an, zog aber noch im selben Jahr weiter zu CSD Colo-Colo in der Hauptstadt Santiago de Chile, wo er bis 1932 verblieb und 1929 und 1930 jeweils die Liga Central de Football de Santiago gewann.
Noch 1928 nahm er mit Chile an den Olympischen Spielen 1928 teil. Bei der ersten Fußball-Weltmeisterschaft 1930 war er Stammspieler der vom Ungarn György Orth trainierten Mannschaft, die Mexiko und Frankreich besiegte, aber nach einer Niederlage gegen Argentinien dennoch nicht über die Vorrunde hinaus kam. Auch an der Südamerikameisterschaft 1935 nahm er teil.
1932 zog er weiter zu Audax Italiano, wo er von Januar bis Oktober 1933 mit auf die Drei-Amerika-Tour, eine Reise durch Nord-, Mittel- und Südamerika, ging. Von den während der Tournee absolvierten 68 Partien gewann Audax 48 und musste nur 9 Niederlagen hinnehmen. Mit Anbeginn des Professionalismus in Chile wechselte er Ende 1933 zu CD Magallanes, einem weiteren Hauptstadtverein, mit dem er bis 1935 als Spielertrainer die ersten drei Meisterschaften der neuen Liga gewann und dabei 1934 unbesiegt blieb.
Von 1936 bis 1937 war er in derselben Funktion wieder bei Colo-Colo, wo er 1937 den Verein vor Magallanes unbesiegt zu seinem ersten Meistertitel führte. Sein Debüt in dieser Phase seiner Vereinszugehörigkeit, in der er 19 Pflichtspiele absolvierte, feierte er am 24. Mai 1936 gegen Unión Española. Insgesamt gehörte er Colo-Colo in vier Amateurspielzeiten und zwei Profirunden an. 1944 war er in der Hinrunde, als Nachfolger von Ferenc Plattkó, Trainer der Mannschaft von Colo-Colo, die in jenem Jahr die nunmehr vierte Meisterschaft der Vereinsgeschichte errang. Nach gutem Saisonbeginn stellte sich mit der neuformierten Mannschaft eine Serie von Misserfolgen ein und er wurde durch Luis Tirado ersetzt. Colo-Colo holte am Saisonende den Meistertitel.

## Erfolge
- 1× Meister Liga Central de Football de Santiago (1929)
- 1× Meister Asociación de Fútbol de Santiago (1930)
- 4× Chilenischer Meister: 1933, 1934, 1935, 1937[1]